# Johann August Ephraim Goeze
Johann August Ephraim Goeze (Aschersleben, 28 de maio de 1731 - Quedlimburgo, 27 de junho de 1793) foi um zoólogo alemão.

## Vida
Ele era filho de Johann Heinrich e Catherine Margarete (née Kirchhoff). Ele estudou teologia na Universidade de Halle. Ele se casou com Leopoldina Maria Keller em 1770, com quem teve quatro filhos. Em 1751, tornou-se pastor em Aschersleben, em Quedlinburg, e mais tarde na Igreja de St. Blasius em Quedlinburg em 1762, tornando-se o primeiro diácono do seminário de Quedlinburg em 1787. Ele morreu em Quedlinburg.
Ele trabalhou muito com invertebrados aquáticos, particularmente insetos e vermes. Em 1773, ele foi o primeiro a descrever os tardígrados.
Em 1784, Goeze percebeu as semelhanças entre as cabeças de tênias encontradas no trato intestinal humano e as cabeças invaginadas de Cysticercus cellulosae em porcos.

## Obras
- Herrn Karl Bonnets Abhandlungen aus der Insektologie. A viúva de Bey JJ Gebauer e Joh. Jac. Gebauer, Halle 1773, doi:10.5962/bhl.title.47534
- Beobachtungen und Gedanken über die vermeynte Siebbiene. 1774, doi:10.5962/bhl.title.65379.
- D. Phillip Fermins Abhandlungen von der Surinamischen Kröte oder Pipa. Braunschweig 1776, doi:10.5962/bhl.title.51890.
- Entomologische Beyträge zu des Ritter Linné zwölften Ausgabe des Natursystems. Weidmann [unter anderem], Leipzig 1777–1783, doi:10.5962/bhl.title.45974.
- Carl de Geer: Abhandlungen zur Geschichte der Insekten. Traduzido do francês e com notas ed. por Johann August Ephraim Goeze. J. C. Müller, Leipzig 1776–1783, doi:10.3931/e-rara-22941.
- Versuch einer Naturgeschichte der Eingeweidewürmer thierischer Körper. Pape, Blankenburg 1782 (cópia digitalOnline na Biblioteca Estatal da Baviera, PDF, aprox. 145 MB).
- Neueste Entdeckung, dass die Finnen im Schweinefleisch keine Drüsenkrankheit, sondern wahre Blasenwürmer sind. J.G. Heller, Halle 1784.
- Nützliches Allerley aus der Natur und dem gemeinen Leben für allerley Leser […]. Erstes Bändchen. Bey Weidmanns Erben und Reich, Leipzig 1785 (p. 49-55 a história do mergulhador pode ser encontrada na seção "O que as pessoas são capazes de fazer por dinheiro?").
- Geschichte einiger, den Menschen, Thieren, Oekonomie und Gärtneren schädlichen Insekten. Leipzig 1787, doi:10.5962/bhl.title.65808.
- Beschreibung einer bequemen Studir- und Sparlampe. In der Graffschen Buchhandlung, Leipzig 1791.
- Cornelius: ein Lesebuch für allerley Volck, das Gott fürchten und ernst thun will. Weidmann, Leipzig 1792.
- Zeitvertreib und Unterricht für Kinder in ihren ersten Lebensjahren: in kleinen Geschichten. 2 volumes. Weidmann, Leipzig 1783 (Vol. 1, Vol. 2, cada texto digitalizado e completo no Deutschen Textarchiv); 2ª edição revisada. Weidmann, Leipzig 1793.
- Mannigfaltigkeiten aus der Natur und dem Menschenleben. Pinckvoß, Altona 1794.
- Belehrungen über gemeinnützige Natur- und Lebenssachen für allerley Leser. EUm apêndice da obra: Natureza, Vida Humana e Providência. Weidmann, Leipzig 1794.
- Natur, Menschenleben und Vorsehung: für allerley Leser. Nova edição. Weidmann, Leipzig 1796.
- Erster Nachtrag zur Naturgeschichte der Eingeweidewürmer. Leipzig 1800.
- Europäische Fauna oder Naturgeschichte der europäischen Thiere in angenehmen Geschichten und Erzählungen für allerley Leser, vorzüglich für die Jugend. Weidmannischen Buchhandlung, Leipzig 1791–1803.